# Stiphrometasia sancta
Stiphrometasia sancta is een vlinder uit de familie van de grasmotten (Crambidae). De wetenschappelijke naam van de soort is voor het eerst gepubliceerd in 1900 door George Francis Hampson.
De soort komt voor in Turkije en Syrië.